# Helena Arondeus
Helena Arondeus (getauft 25. Oktober 1772 in Amsterdam; gestorben 8. November 1814 ebenda) war eine niederländische Schauspielerin.

## Leben
Helena Arondeus wurde am 25. Oktober 1772 in Amsterdam getauft. Sie war die Tochter von Johannes Arondeus (1746–nach 1802) und Sara Gerrits (ca. 1743–1798) und wuchs in einer reformierten Familie in Amsterdam auf. Sie hatte zwei Schwestern Kristina Hendrika (1770) und Johanna Elisabeth Arondeus (1775) und einen Bruder Hendrik (1778). Über ihre Mutter ist nur bekannt, dass sie aus Zutphen stammte. Weiter ist nichts über ihre Eltern bekannt. am 7. Dezember 1793 heiratete sie in Amsterdam den Rotterdamer Schauspieler Johannes Julius Oswaldt (1770–?). In Amsterdam wurden auch ihre Söhne Rijnhoudt Johannes (1794) und Michiel Cornelis Christiaan (1797) geboren und lutherisch getauft wurden.
Sie erhielt 1798 ein Engagement bei Nationale Nederduitsche Tooneelisten, der Kompanie von Ward Bingley in Rotterdam. Die Auftraggeber des Rotterdamer Theaters hatten Bingley geraten, zwei oder drei gute Schauspielerinnen einzustellen, um die Qualität der Aufführungen zu verbessern. Anschließend wurden Helena Arondeus und Cornelia Bouhon verpflichtet. Ihre erste große Rolle spielte sie am 31. August 1799, es war die der Semire in „Monzongo oder der königliche Sklave“ (1774), einer Tragödie von Nicolaas Simon van Winter. Danach spielte sie in der Kompanie die „Premiererolle distinguée et mère noble“ in zahlreichen Komödien, Tragödien und Musikstücken. Sie traten auch in Delft, Gouda und Den Haag auf und reisten nach Friesland, mit Auftritten in Leeuwarden und Franeker.
In Friesland kam Helena Arondeus am 23. September 1808 mit der Polizei in Kontakt. Im „Geheimnis“ des Gasthauses De Wildeman in Lemmer hatte sie eine Taschenuhr mit Goldkette gefunden. Es stellte sich heraus, dass sie G.W. van Imhoff gehörte, der Staatsrat des Königs aus Amsterdam, der im selben Gasthaus übernachtet hatte. Als seine Uhr später verschwunden war, kam er zurück und fragte zwei Herren, darunter Oswaldt und eine Dame, Arondeus, ob sie sie gefunden hätten. Die Herren sagten „nein“, aber die Dame schwieg. Erst als man sie durchsuchen wollte, brachte sie die Uhr hervor. Helena wurde im Blokhuis in Leeuwarden eingesperrt. Vor Gericht gab sie an, sie eingesteckt zu haben, um sie später zur nächsten Kutschenhaltestelle zu bringen oder in der Zeitung nach dem Besitzer suchen zu wollen. Der Fall wurde am 18. Oktober 1808 verhandelt und das Urteil wurde am 20. Oktober verkündet. Sie musste die Prozesskosten tragen und Leeuwarden noch am selben Tag und die Provinz Friesland innerhalb von drei Tagen verlassen. Danach durfte sie friesisches Gebiet drei Jahre lang nicht betreten.
Über ihre weitere Bühnenkarriere ist nichts bekannt. Ein anonymer Theaterexperte beschrieb sie als ausgezeichnete Schauspielerin, „obwohl ihre Stimme etwas rau und nicht sehr süß ist“. Sie war nach Einschätzung der Theaterhistoriker Ferdinand von Hellwald und J.A. Worp mit Johanna Christina Elisabeth Adams und Geertruida Jacoba Hilverdink eine der bedeutendsten Schauspielerinnen des Rotterdamer Ensembles.
Helena Arondeus starb am 18. November 1814 im Alter von 42 Jahren in Amsterdam.